# Mercedes-Benz W125
Mercedes-Benz W125 je Mercedesov dirkalnik, ki je bil v uporabi v sezoni sezoni 1937, ko so z njim dirkali Manfred von Brauchitsch, Rudolf Caracciola, Hermann Lang in Richard Seaman. Rudolf Caracciola je z njim osvojil naslov prvaka. 
Super kompresorski motor je imel osem cilindrov in prostornino 5577 cm³, tako da je lahko proizvajal moč 646 KM (475 kW). Ker so pravila za naslednjo sezoni 1938 omejevala prostornino motorjev na 3000 cm³, je W125 za naslednjo sezono nadomestil nov dirkalnik Mercedes-Benz W154.
Dirkalnik je na hitrih dirkališčih dosegal končne hitrosti preko 300 km/h, predelan model Mercedes-Benz W125 Rekordwagen za hitrostne rekorde pa je dosegel hitrost 432,7 km/h.

## Rezultati
(legenda)

### Evropsko avtomobilistično prvenstvo
| Leto | Moštvo          | Motor              | Dirkači                 | 1   | 2   | 3   | 4   | 5   |
| ---- | --------------- | ------------------ | ----------------------- | --- | --- | --- | --- | --- |
| 1937 | Daimler-Benz AG | Mercedes-Benz M125 |                         | BEL | NEM | MON | ŠVI | ITA |
| 1937 | Daimler-Benz AG | Mercedes-Benz M125 | Hermann Lang            | 3   | 7   |     | 2   | 2   |
| 1937 | Daimler-Benz AG | Mercedes-Benz M125 | Christian Kautz         | 4   | 6   | 3   | 6   | DNF |
| 1937 | Daimler-Benz AG | Mercedes-Benz M125 | Manfred von Brauchitsch | DNF | 2   | 1   | 3   | DNF |
| 1937 | Daimler-Benz AG | Mercedes-Benz M125 | Rudolf Caracciola       |     | 1   | 2   | 1   | 1   |
| 1937 | Daimler-Benz AG | Mercedes-Benz M125 | Richard Seaman          |     | DNF |     |     | 4   |
| 1937 | Daimler-Benz AG | Mercedes-Benz M125 | Goffredo Zehender       |     |     | 5   |     |     |

### Neprvenstvene dirke
| Leto | Moštvo          | Motor              | Dirkačs                 | 1   | 2    | 3   | 4   | 5      | 6   | 7   |
| ---- | --------------- | ------------------ | ----------------------- | --- | ---- | --- | --- | ------ | --- | --- |
| 1937 | Daimler-Benz AG | Mercedes-Benz M125 |                         | TRI | AVUS | EIF | VAN | ACE    | MAS | DON |
| 1937 | Daimler-Benz AG | Mercedes-Benz M125 | Hermann Lang            | 1   |      | 9   |     |        | DNF | DNF |
| 1937 | Daimler-Benz AG | Mercedes-Benz M125 | Rudolf Caracciola       | 6   | DNF  | 2   | DNF | 5†     | 1   | 3   |
| 1937 | Daimler-Benz AG | Mercedes-Benz M125 | Richard Seaman          | 7   | 5    | DNF | 2   | DNS/5† | 4   | DNF |
| 1937 | Daimler-Benz AG | Mercedes-Benz M125 | Manfred von Brauchitsch | DNF |      | 3   |     | 2      | 2   | 2   |